# Ryan Stassel
Ryan Stassel (* 23. Oktober 1992 in Anchorage) ist ein US-amerikanischer Snowboarder. Er startet in den Freestyledisziplinen.

## Werdegang
Stassel nimmt seit 2007 an Wettbewerben der Ticket to Ride World Snowboard Tour teil. Dabei gewann er im Januar 2010 im Slopestyle bei der U.S. Revolution Tour am Mount Snow sein erstes Rennen. Sein erstes Weltcuprennen fuhr er im Januar 2011 in Denver, welches er auf den 18. Platz im Big Air Wettbewerb beendete. In derselben Saison belegte er bei der U.S. Revolution Tour im Slopestyle in Colorado den zweiten Platz und am Mount Snow den ersten Rang. Bei den Snowboard-Weltmeisterschaften 2012 in Oslo errang er den 19. Platz im Slopestyle. Im April 2012 wurde er nationaler Meister im Slopestyle. In der folgenden Saison errang er im Big Air beim Sprint U.S. Snowboarding Grand Prix in Park City den zweiten Platz. Bei den Snowboard-Weltmeisterschaften 2013 in Stoneham erreichte er den siebten Platz im Slopestyle. Bei seiner ersten Olympiateilnahme in Sotschi kam er auf den 14. Platz im Slopestyle. Im März 2014 belegte er im Slopestyle beim Showcase Showdown in Whistler den dritten Platz. Zu Beginn der Saison 2014/15 erreichte er in Istanbul mit dem vierten Rang im Big Air seine bis dahin beste Platzierung bei einem Weltcuprennen. Bei den Snowboard-Weltmeisterschaften 2015 am Kreischberg gewann er Gold im Slopestyle. In der folgenden Saison erreichte vier Top-Zehn-Platzierungen im Weltcup und in Québec mit dem dritten Rang im Big Air seine erste Podestplatzierung im Weltcup. Er errang damit jeweils den sechsten Platz im Big Air Weltcup und im Slopestyle-Weltcup und den fünften Rang im Freestyle-Weltcup. Bei den Snowboard-Weltmeisterschaften 2016 in Yabuli kam er auf den 12. Platz im Slopestyle und auf den neunten Rang im Big Air. In der Saison 2016/17 wurde er jeweils Dritter im Big Air beim Weltcup in Alpensia Resort und in Copper Mountain und Zweiter im Slopestyle am Kreischberg und errang damit den sechsten Platz im Freestyle-Weltcup und den fünften Platz im Big Air Weltcup. Bei den Olympischen Winterspielen 2018 in Pyeongchang belegte er den 35. Platz im Slopestyle und den 26. Rang im Big Air.
In der Saison 2018/19 kam Stassel im Weltcup fünfmal unter den ersten Zehn und errang damit den neunten Platz im Freestyle-Weltcup und den vierten Platz im Slopestyle-Weltcup.